# 安慰劑
安慰劑效應（英語：placebo effect，来自拉丁文解“我將安慰”），又名偽藥效應、假藥效應、代設劑效應；指病人雖然獲得無效的治療，但卻“預料”或“相信”治療有效，而讓病患症狀得到舒緩的現象。例如：給患者假藥(只有糖的藥丸)或是假手術(只切開皮膚，沒有深入治療)。安慰劑效應不僅僅是正面思考，而是病人相信整個治療過程有效，對治療過程感到信心。
安慰劑效應於1955年由畢闕博士（Henry K. Beecher）提出，亦理解為“非特定效應”（non-specific effects）或受試者期望效應（subject-expectancy effect）。
一個性質完全相反的效應亦同時存在——反安慰劑效應(nocebo effect)：病人不相信治療有效，可能會令病情惡化。反安慰劑效應可以使用檢測安慰劑效應相同的方法檢測出來。例如一組服用無效藥物的對照群組（control group），會出現病情惡化的現象。這個現象是由於接受藥物的人士對於藥物的效力抱有負面的態度，因而抵銷了安慰劑效應，出現了反安慰劑效應。這個效應並不是由所服用的藥物引起，而是基於病人心理上對康復的期望。

## 安慰劑對照研究
- 畢闕博士(醫生)的研究（1955年）

有報告紀錄到大約四分之一服用安慰劑的病人，例如聲稱可以醫治背痛的安慰劑，表示有關痛症得到舒緩。而注目的是，這些痛症的舒緩，不單是靠病人報稱，而是可以利用客觀的方法檢測得到。這個痛症改善的現象，並沒有出現於非接受安慰劑的病人身上。
由於發現了這個效應，政府管制機關規定新藥必須通過臨床的安慰劑對照（placebo-controlled）測試，方能獲得認可。測試結果不單要証明患者對藥物有反應，而且測試結果要與服用安慰劑的對照群組作比較，証明該藥物比安慰劑更為有效。由於醫生對有關療程實用性的觀感會影響其表現，亦可影響病人對療程的觀感。因此，此藥物測試必須以雙盲（double-blind）方式進行：醫生及病人都不會知道該藥物是否安慰劑。
最近亦發現，模擬手術亦會出現相似的現象，所以，有部份的外科手術技術必須進行安慰劑對照研究（極少會以雙盲方式進行，原因很明顯）。為了使測試得到支持，藥物測試群組會比安慰劑對照群組獲得更好的待遇。
幾乎所有以這個對照方式進行的研究都顯示安慰劑對可改善病情。舉例：Kahn公佈了一項有關抗抑鬱藥的整合分析，發現服用安慰劑的群組中出現自殺或企圖自殺的情況下降了30%，而服用抗抑鬱劑的群組則下降40%。但是，一般研究項目都沒有加設一個不接受任何治療的群組作對照，因此很難推算出安慰劑效應實際的影響程度。

### 安慰劑與痛楚
嚴謹的研究發現，安慰劑可以舒緩痛症，而安慰劑對於舒緩早前已出現的痛楚比起由實驗誘發的痛楚更為有效。實驗測試對象能夠在特定情況下對止痛劑產生條件反射。當這些條件再次出現，大腦會進行一系列神經活動，從而產生止痛效果，而這些效果是可以透過客觀方法去量化的。
迪倫·伊文斯（Dylan Evans）於2004年提出質疑，指出安慰劑效應是透過抑壓身體急性反應（acute phase response）而出現，亦即是說，不是以急性反應為主導的醫學症狀不會出現安慰劑效應。

### 安慰劑與抑鬱
Andrew F. Leuchter於2002年以定量脑电图技术研究安慰劑效應，其研究發現出現安慰劑效應的抑鬱症病人，大腦血液的流動會出現變化，而對抗抑鬱藥有反應的病人，亦有同樣的腦部功能變化。
其他研究发现用安慰劑自杀率下降30%，而用真药下降40%。

### 內生性鴉片
內生性鴉片（Endogenous opiates）是腦部釋出的化學物質，可產生鎮痛、麻醉的效果，亦可引起快樂的感覺。含有鴉片劑的鴉片或藥物，能夠如同內生性鴉片一樣，刺激同一個腦部受體，引起興奮的感覺。增加釋放內生性鴉片，如腦內啡，可引起快樂感覺，例子有性交及運動（跑者愉悅，“Runner's high”）。
當病人服用安慰劑後表示痛苦得到舒緩，此時候替病人注射納洛酮（naloxone，一種可以對抗鴉片劑的藥物），痛楚就會再次出現，這意味著安慰劑效應是由體內釋放的鴉片劑所引起。

## 客觀或是主觀因素的爭議
Asbjørn Hróbjartsson及Peter C. Götzsche於2001年發表研究結果，並於2004年再發表跟進研究結果，質疑安慰劑效應。 他們對156個臨床試驗進行整合分析，比較安慰劑群組及不接受治療的群組的病情進展。分析結果中，38個試驗得出二元（binary）結果（病情有／沒有改善）及118個試驗得出連續（continuous）結果。得出二元結果的試驗中顯示，“與不接受治療的群組比較，不論結果是主觀的或是客觀的，安慰劑都沒有重大的影響力。”；而在得出連續結果的試驗中，“安慰劑有正面影響，但影響力隨著試驗群組增大而下降，這顯示安慰劑影響可能只是偏見（Bias）所造成。”研究結果的結論是，“只有少數證據顯示安慰劑有強烈的臨床影響力”。
研究結果顯示安慰劑效應的形成是主觀因素。這有助解釋為何安慰劑效應在一些偏重主觀性質的病患（例如頭痛、胃痛、哮喘、敏感、壓力、痛症）中較容易表現出來。

## 安慰劑作用原理
對於安慰劑如何產生作用，有以下兩個假設：病人期望效應及條件反射。

### 病人期望效應
病人期望效應引導病人有意識或無意識地報告病情得到改善，因此導致安慰劑效應的出現。Asbjørn Hróbjartsson及Peter C. Götzsche於文章中質疑“大部份病人有禮貌地傾向為迎合實驗人員而報告病情得到改善，即使他們並不感到改善。”主觀的偏見亦可能使病人潛意識相信病情因為得到關注及照料而改善。

### 制約反應
古典制約是一種關聯學習模式，使受訓者學習到特定情況下作出特定的反應。著名的例子是巴甫洛夫的狗實驗：於每次給予狗食物之前都發出鈴聲，經多次反覆後，每當鈴聲一響，狗就會自動分泌唾液，原因是狗已經學習到將鈴聲及食物關聯起來。所以，安慰劑使病人產生與有效藥物相似的生物反應，有可能是因為制約所造成。

## 安慰劑在醫學上的應用
在醫學應用上使用安慰劑的準則引起了激烈討論。有執業人員認為使用安慰劑是可取的，因為安慰劑本身無害，有時候甚至可能有益。但Asbjørn Hróbjartsson及Peter C. Götzsche的研究公佈後，安慰劑有益這個觀點備受質疑。
在第二次世界大戰時，因為缺乏嗎啡(止痛劑)，所以有醫生把針筒裝滿生理食鹽水當成嗎啡注射在傷兵，有些傷兵的疼痛減緩了。
2000年的一個研究顯示，丹麥有48%的普通科執業員在過去一年曾至少開出10次安慰劑予病人。最經常使用的安慰劑治療是以抗生素醫治病毒感染及以維生素醫治疲勞（專科及醫院醫生則較少使用安慰劑）。於2004年，《英國醫學期刊》刊出的一份研究指出，有60%的以色列醫生使用安慰劑，通常的原因只是為了安撫病人或“迴避”病人要求使用不當藥物治療。在所有使用安慰劑的醫生當中，只有15%醫生告訴病人他們接受的是安慰劑或非特定藥物治療。
附隨的評論文章寫道：

“安慰劑效應雖然只是由無效藥物所引起，但更應該視為醫生與病人的關係所產生的作用。除了藥物治療外，醫生的照料會影響病人的治療體驗，減輕痛楚及影響其他結果。這問卷清楚顯示醫生繼續使用安慰劑，而大部份人亦認為其有幫助。”

評論文章指出Hróbjartsson及Götzsche的研究方法存在問題，質疑其研究結果雖顯示安慰劑不能治癒所有病症，但這不能証明安慰劑完全不能治病。評論總結中提到，“我們不能拒用任何有效的治療方法，即使我們不是太肯定其作用原理。”
評論文章引起了雙方面的回響。
- 對使用安慰劑的批評指出，對病人採用無效的療法是不道德的，告訴病人安慰劑是真正的藥物治療的做法是一種欺騙，長遠而言會危害醫生與病人的關係。批評又質疑使用安慰劑會延誤對嚴重病情正當的診斷及治療。
- 對使用安慰劑的辯護指出，安慰劑於臨床試驗中無效，是因為受試者知道自己接受的可能只是安慰劑。但於醫療應用上，病人相信藥物是有效的，安慰劑則發揮了效用。有人指出，經驗資料顯示安慰劑能夠舒緩痛症，而且是可客觀地檢測得到。以安慰劑“使病人愉悅”可促進痊癒，這其實亦是醫生與病人關係的一部份。[15][16]

有研究指出，約有25%丹麥及以色列醫生使用安慰劑作為診斷工具，以斷定病人的症狀是真確或是只是詐病。批評及辯護雙方都同樣認為以安慰劑作這樣用途是不道德的。英國醫學期刊評論文章寫道，“病人接受安慰劑後痛楚得到舒緩並不暗示其痛楚是假的……使用安慰劑去‘診斷’痛楚是否真實的做法是被誤導的。”
有關安慰劑效應的研究及討論正在進行，於醫療應用上使用安慰劑的共識準則於將來應該會出現。
一般都同意，在雙盲臨床試實中，安慰劑對照群組對排除幾種試驗中可能出現的偏見是重要的。

## 安慰劑效應引發的混淆
因為查找引因有一定困難度，很多現象於統計時被錯誤地歸納入安慰劑效應。
- 疾病自然地消失。
- 疾病本有的臨床表現。
- 錯誤診斷或預測（prognosis）。
- 病患暫時性改善被混淆為痊癒。

## 外部連結
- . ScienceDaily. 2003-12-31  [2022-10-30]. （原始内容存档于2022-10-30） （英语）.
- "The Placebo Effect: Real or Imagined?" （页面存档备份，存于） Desonie, Dana
- . sThe Skeptic's Dictionary - Skepdic.com.   [2022-10-30]. （原始内容存档于2014-03-17）.
- Sciencentral.com："Mystery Painkiller" (內含短片)